# Kelso (Washington)
Kelso és una població dels Estats Units i seu del comtat de Cowlitz a l'estat de Washington. Segons el cens del July 1, 2008 tenia 12.188 habitants.

## Demografia
Segons el cens del 2000, Kelso tenia 11.895 habitants, 4.616 habitatges, i 2.991 famílies. La densitat de població era de 568,4 habitants per km².
Dels 4.616 habitatges en un 33,6% hi vivien nens de menys de 18 anys, en un 43% hi vivien parelles casades, en un 15,9% dones solteres, i en un 35,2% no eren unitats familiars. En el 28,3% dels habitatges hi vivien persones soles el 10,5% de les quals corresponia a persones de 65 anys o més que vivien soles. El nombre mitjà de persones vivint en cada habitatge era de 2,52 i el nombre mitjà de persones que vivien en cada família era de 3,05.
Per edats la població es repartia de la següent manera: un 28,3% tenia menys de 18 anys, un 10,5% entre 18 i 24, un 29% entre 25 i 44, un 19,8% de 45 a 60 i un 12,3% 65 anys o més.
L'edat mediana era de 33 anys. Per cada 100 dones de 18 o més anys hi havia 98,8 homes.
La renda mediana per habitatge era de 29.722 $ i la renda mediana per família de 36.784 $. Els homes tenien una renda mediana de 36.271 $ mentre que les dones 23.750 $. La renda per capita de la població era de 15.162 $. Aproximadament el 16,4% de les famílies i el 19,8% de la població estaven per davall del llindar de pobresa.

## Poblacions més properes
El següent diagrama mostra les poblacions més properes.